# Aartsengel Michaëlkathedraal (Mazyr)
De Kathedraal van de Aartsengel Michaël (Wit-Russisch: Сабор у імя Архістратыга Міхаіла) is een Wit-Russisch-orthodoxe kathedraal in Mazyr. De kathedraal is de belangrijkste kerk van de Toerov-eparchie. De kerk is een driebeukige basiliek in de stijl van de laat-barok met een vijfhoekig koor. De gevel wordt geflankeerd door twee rechthoekige torens en is versierd met pilasters en kroonlijsten.

## Geschiedenis
In 1645 schonk een de gepensioneerde kolonel Stefan Łoszko een stuk grond tegenover het kasteel van Mazyr ten behoeve van de bouw van een franciscanenklooster. Enkele jaren later werd het klooster evenals de stad zelf verwoest door kozakken. De stad werd herbouwd door koning Jan III Sobieski (1674-1696), de koning van Polen die West-Europa behoedde voor een islamitische invasie. De grootgrondbezitter Kazimierz Oskierko nam in 1745 het initiatief tot herbouw van het klooster waarvan de kerk het middelpunt zou vormen. Hoelang de bouw duurde valt niet te zeggen, maar de kerk moet ergens tussen de jaren 60-70 van de 18e eeuw zijn ingewijd. In de crypte van de kathedraal werd een familiegraf voor Oskierko gebouwd. Na de verdeling van Polen viel Mazyr toe aan het Russische Keizerrijk. De mislukking van de Januariopstand tegen het Russische leger werd gevolgd door de sluiting van katholieke kloosters. Ook het franciscanenklooster in Mazyr werd gesloten. In de kloostergebouwen werd een ziekenhuis gevestigd, maar de kathedraal raakte in verval en werd na enige tijd overgedragen aan de Russisch-orthodoxe Kerk. Op 5 september 1865 werd de kerk ingewijd volgens de orthodoxe rite.

## Sovjet-periode
Na de sluiting van de kathedraal werd het gebouw samen met de kloostergebouwen veranderd in een NKVD-gevangenis. In deze gevangenis werden volgens sommige bronnen meer dan 2.000 doodvonnissen geveld. Tijdens de Duitse bezetting in de Tweede Wereldoorlog werd de kerk heropend. Na de oorlog werd de kerk niet meer gesloten en volgde er een restauratie.